# Petalomera
Petalomera is een geslacht van kreeftachtigen uit de klasse van de Malacostraca (hogere kreeftachtigen).

## Soorten
- Petalomera granulata Stimpson, 1858
- Petalomera longipes Ihle, 1913
- Petalomera pulchra Miers, 1884